# Jan Zahradníček (senátor)
Jan Jakub Zahradníček (31. května 1948 – 16. prosince 2019 Brno) byl český politik, v letech 1990 až 1996 postupně poslanec České národní rady a Poslanecké sněmovny PČR za Křesťanskodemokratickou stranu, později za KDU-ČSL, v letech 1996 až 2002 senátor za obvod č. 60 – Brno-město, syn básníka Jana Zahradníčka.

## Biografie

### Vzdělání, profese a rodina
Po zatčení svého otce v roce 1948 byl spolu s matkou a sestrami vystěhován z brněnského bytu do Uhřínova. Až do roku 1960 mohl otce navštěvovat pouze dvakrát ročně ve vězeňských hovornách.
Absolvoval Střední průmyslovou školu strojní, poté pracoval jako technik v VVÚ ZVS Brno. Byl ženatý, měl tři děti.

### Politická kariéra
Ve volbách v roce 1990 byl zvolen do České národní rady za KDU (aliance křesťanských politických proudů včetně lidovců), v jejímž rámci byl členem Křesťanskodemokratické strany. Opětovně byl zvolen do ČNR ve volbách v roce 1992, nyní za koalici ODS-KDS (volební obvod Jihomoravský kraj).
Od vzniku samostatné České republiky v lednu 1993 byla ČNR transformována na Poslaneckou sněmovnu Parlamentu České republiky. V ní setrval do konce funkčního období, tedy do voleb v roce 1996. V září 1995 opustil poslanecký klub KDS pro nesouhlas s postupem strany, která směřovala k integraci s ODS, a přešel do poslaneckého klubu KDU-ČSL (předtím ještě krátce působil v jednom ze dvou klubů KDS, na které se tato sněmovní frakce kvůli sporům rozpadla). Byl členem Výboru petičního, pro lidská práva a národnosti a v letech 1995–1996 i Organizačního výboru sněmovny.
V senátních volbách roku 1996 se stal členem horní komory českého parlamentu, když byl zvolen (jako první senátor v ČR) již v prvním kole se ziskem 50,06 % hlasů. V Senátu se věnoval činnosti ve Výboru pro zdravotnictví a sociální politiku a v Mandátovém a imunitním výboru, kde v letech 1998–2001 zastával funkci místopředsedy. Ve volbách do senátu roku 2002 svůj mandát obhajoval, ovšem se ziskem 15,83 % hlasů skončil třetí a nedostal se ani do druhého kola voleb.
V roce 2008 byl zvolen do rady Ústavu pro studium totalitních režimů.
V komunálních volbách roku 1994 neúspěšně kandidoval za KDS do zastupitelstva města Brna a městské části Brno-Královo Pole. Opětovně se o zvolení do brněnského zastupitelstva i do zastupitelstva MČ Královo Pole pokoušel v komunálních volbách roku 2006, tentokrát za KDU-ČSL, ale nebyl zvolen. Profesně byl uváděn jako úředník.
V posledních třiceti letech života pomáhal při vydávání knih svého otce, podílel se na výstavách, literárních reflexích a přednáškách o jeho díle i jeho spravedlivém navracení do dějin české literatury. 

### Úmrtí
Zemřel dne 16. prosince 2019 v Brně ve věku 71 let.